# Universidade de Notre Dame
A Universidade de Notre Dame (em inglês: University of Notre Dame du Lac) é uma universidade particular católica norte-americana e vinculada à Congregação de Santa Cruz. É localizada em South Bend, Indiana, Estados Unidos. É uma instituição bastante respeitada e consta entre as mais prestigiosas universidades dos EUA e do mundo. Foi fundada em 1842 por Edward Sorin, CSC. O campus principal tinha 5,10 km2 em uma área suburbana; contém uma série de pontos de referência reconhecíveis, como a Golden Dome (la Cúpula Dorada), o mural de A Palavra da Vida (comúnmente conocido como Touchdown Jesus), o Notre Dame Stadium e a Basílica do Sagrado Coração.
A universidade está organizada em sete escolas. A universidade oferece mais de 50 programas de estudo de um ano no exterior e mais de 15 programas de verão. O programa de pós-graduação da Notre Dame tem mais de 50 programas de mestrado, doutorado e graduação profissional oferecidos pelas sete escolas, incluindo a Notre Dame Law School e um programa médico e doutoral oferecido em conjunto com a Faculdade de Medicina da Universidade de Indiana. A Escola de Arquitetura é conhecida por ensinar a Arquitetura Clássica-nova e por conceder o Prêmio Driehaus. Ele mantém um sistema de bibliotecas, espaços culturais, museus de arte e ciência, incluindo a Biblioteca de Hesburgh e o Museu de Arte Snite. A maioria dos 8 000 alunos de graduação da universidade vive no campus em uma das 31 residências universitárias, cada uma com suas próprias tradições, legados, eventos e equipes esportivas internas. Os aproximadamente 134 000 ex-alunos da universidade são considerados uma das redes de ex-alunos de faculdade mais fortes dos Estados Unidos.
As equipes esportivas universitárias são membros da Divisão I da NCAA e são conhecidas coletivamente como Fighting Irish. Notre Dame é conhecida por seu time de futebol americano, o que a ajudou a se destacar no cenário nacional no início de 1900; A equipe, independente sem afiliação à conferência, acumulou 11 campeonatos nacionais consensuais, sete vencedores do Troféu Heisman, 62 membros do College Football Hall of Fame e 13 do Pro Football Hall of Fame. As equipes de Notre Dame em outros esportes, principalmente a Atlantic Coast Conference, acumularam 17 campeonatos nacionais. A marcha da vitória de Notre Dame é frequentemente considerada uma das canções de luta livre universitária mais famosas e reconhecidas.
Notre Dame alcançou fama internacional no início do século XX, auxiliado pelo sucesso de seu time de futebol com o técnico Knute Rockne. Durante a gestão de Theodore Hesburgh, entre 1952 e 1987, ocorreram melhorias importantes na universidade, uma vez que sua gestão aumentou consideravelmente os recursos, os programas acadêmicos e a reputação da universidade; a universidade matriculou estudantes mulheres pela primeira vez em 1972. Desde então, a universidade tem experimentado um crescimento constante e, sob a liderança dos dois presidentes seguintes, Edward Malloy e John I. Jenkins, muitas expansões de infraestrutura e pesquisa foram concluídas. O crescimento de Notre Dame continuou no século XXI; sua doação de US$ 13,8 bilhões é uma das maiores entre as universidades norte-americanas.

## História
A universidade foi fundada em 26 de novembro de 1842 com o nome de Notre Dame du Lac, que em francês significa Nossa Senhora do Lago, já que os irmãos de Santa Cruz, uma congregação religiosa de origem francesa, que fundaram a universidade encontraram um lago dentro da fazenda onde a universidade seria localizada. Realmente existem dois lagos, mas diz a lenda que era inverno quando visitaram o local pela primeira vez, e entre os lagos estavam congelados, e tudo estava coberto de neve, pensaram que era um único lago. Parece que os índios da tribo Potawatomi contribuíram muito para o desenvolvimento da universidade, em colaboração com os irmãos de Santa Cruz.

## Faculdades e escolas
- College of Arts and Letters (Artes e Letras)
- College of Engineering (Engenharia)
- College of Science (Ciências)
- Law School (Escola de Direito)
- Mendoza College of Business
- School of Architecture (Escola de Arquitetura)